# Institut Cubà de Ràdio i Televisió
L'Institut Cubà de Ràdio i Televisió o ICRT és un organisme que pertany a l'Estat cubà i de caràcter públic, que s'encarrega del control de les emissores de ràdio i televisió. Va ser fundat el 1962.  El 2021 fue va ser canviat per l'Institut d'Informació i Comunicació Social (ICS).